# Prescilla Lecurieux
Prescilla Lecurieux (ur. 1 grudnia 1992) – francuska lekkoatletka specjalizująca się w rzucie oszczepem.
Czwarta zawodniczka mistrzostw Europy juniorów w Tallinnie (2011).
Reprezentantka Francji w meczach międzypaństwowych młodzieżowców i juniorów oraz zimowym pucharze Europy w rzutach lekkoatletycznych. Medalistka mistrzostw kraju.
Rekord życiowy: 57,23 (20 maja 2012, Aix-les-Bains). 

## Osiągnięcia
| Rok  | Impreza                        | Miejsce | Pozycja        | Wynik |
| ---- | ------------------------------ | ------- | -------------- | ----- |
| 2011 | Mistrzostwa Europy juniorów    | Tallinn | 4. miejsce     | 54,93 |
| 2012 | Zimowy puchar Europy w rzutach | Bar     | 4. miejsce U23 | 54,02 |